# Pont de la Petxina
El Pont de la Petxina és un dels ponts que es troben a la ciutat d'Alcoi, a la comarca de l'Alcoià (País Valencià). És obra de l'arquitecte Eduardo Miera i les seues obres es van realitzar entre els anys 1861 i 1863.
Va ser construït per executar la carretera de Xátiva a Alacant en 1861. El pont salva un barranc entre l'avinguda de l'Albereda i l'avinguda de Juan Gil-Albert, de manera que uneix els dos vials.
Consta de cinc arcs de mig punt de 11,15 metres i disposa d'una altura considerable de 28,60 metres. És un pont construït en pedra, amb un dibuix cuidat al detall, acuradament treballat. Va ser ampliat amb una llosa volada de formigó armat.